# Missile Command
Missile Command foi um dos primeiros jogos da Atari que se tornaram bastante populares entre os jogadores de vídeo game de sua época, em grande parte devido à proposta interessante de jogo, que era a de defender uma cidade do ataque de mísseis vindos do céu. O jogador usava, para tanto, uma mira brilhante.Com essa mira, o jogador tinha o poder de colocá-la em qualquer ponto da tela e, usando o botão vermelho do joystick, causar uma grande explosão, com raio de alcance suficiente para destruir os mísseis inimigos. Missile Command foi lançado em 1981 para o sistema Atari 2600. No Brasil, o referido jogo vinha junto com o console do Atari.

## Cultura popular
Na Segunda temporada da série CHUCK, capítulo 5, há uma certa referência ao jogo Missile Command, onde Chuck deve jogar o jogo para chegar a tela da morte e conseguir o código de acesso a um satélite, para evitar que o mesmo sofra uma explosão.

## YouTube
Em 2013, durante a semana geek, o YouTube permitiu que os usuários jogasse o jogo, digitando "1980" no teclado durante a reprodução de um vídeo. Caso você falhe na missão, o vídeo ficará todo "trincado".